# 少女には向かない職業
『少女には向かない職業』（しょうじょにはむかないしょくぎょう）は、桜庭一樹の小説作品。

## ストーリー
山口県の小さな離島の中学校に通う中学2年生・大西 葵は、クラスでは明るく友達もそこそこいる、ごく普通の少女だ。しかし家に帰れば、無職で毎日酒ばかり飲んでいる義父と、仕事で疲れて帰ってきては愚痴をこぼす母親との暮らしに苦しんでいた。学校では友達にそんな悩みを打ち明けることもできず、明るく振舞うことしかできない日々が続いていた。
やがて学校は夏休みに入った。その初日、葵は互いにゲーム好きな男友達・田中 颯太と、下関市にあるゲームセンターへ遊びに出かける。彼と別れ家に帰る途中、葵は島で迷い山羊を見つける。山羊の姿に自分の境遇を重ねた葵は、無性に怒りを覚え理由も無く山羊を殴り、痛めつけた。その時「…それぐらいにしておいてやりなよ」と声がした。振り返ると、同じクラスの女子・宮乃下 静香がそこにいた。普段はクラスでも目立たない静香だったが、葵はその時彼女の異様な存在感に気づく。静香は「今、港で水死体が見つかったから見に行かない?」と葵を誘う。
こうして、葵と静香、2人の奇妙な関係が始まった。

## 主な登場人物
大西 葵（おおにし あおい）
13歳。中学2年生の少女。クラスでは明るく友達も多いが、その反面家庭での悩みや苦しみを、誰にも打ち明けられず抱え込んでいる。ひょんなことから静香と会話をするようになり、やがて冗談半分に、2人で義父を殺す計画を立てたが…。
宮乃下 静香（みやのした しずか）
葵と同じクラスの図書委員。おかっぱの黒髪、メタルフレームの眼鏡と目立たない格好。読書が趣味で、リュックサックには本を数冊入れて持ち歩いている。網元であった祖父と、従兄の浩一郎との3人暮らし。
田中 颯太（たなか そうた）
葵の唯一の男友達であり、幼馴染。ゲームが好き。家庭の事情が葵と似ているため、葵のことをよく気にかける。
サチ & ユキヨ
葵とよくつるむ友達。
宮乃下 浩一郎（みやのした こういちろう）
静香の従兄。静香を祖父の遺産目当てのために利用しており、それに気付いた静香が葵に彼を一緒に殺してほしいと持ちかける。

## 書籍情報
- 単行本：2005年9月30日[1]、東京創元社・ミステリ・フロンティア、ISBN 978-4-488-01719-4
- 文庫本：2007年12月28日[2]、創元推理文庫、ISBN 978-4-488-47201-6

## ドラマ
2006年5月よりGyaOでネット配信された、GyaOオリジナルドラマ。全10話。2007年2月にDVD発売。2008年1月に、桜庭一樹の直木賞受賞を記念して再配信された。

### キャスト
- 大西葵：緑友利恵
- 宮乃下静香：田島有魅香
- 大西葵（12年後）：北川弘美
- 宮乃下静香（12年後）：橘実里
- 大西明美：鈴木砂羽
- 田中颯太：森田直幸
- 竹田ナオ：岡本奈月
- サチ：青谷優衣
- 岡先生：天宮良
- 杉山弁護士：斎藤洋介
- 宮乃下三郎：品川徹
- 渋谷浩二：深水元基
- 達川良：城田優
- 夏来：藤谷文子
- 長沢一樹：池田稔
- 吉岡修司：小林且弥
- 竹田朔美：江口のりこ
- 田中幸子：片桐はいり
- 泰三の漁師仲間A：諏訪太朗
- 泰三の漁師仲間B：柄本時生
- 金物屋主人：上田耕一
- 薬屋主人：佐藤佐吉
- 大学教授：宮台真司
- 先田庄司：渡辺いっけい
- 宮乃下浩一郎：要潤
- 大西泰三：萩原聖人

### スタッフ
- 原作：桜庭一樹
- 企画：山崎公路、東海林秀文
- 脚本：益子昌一、いながききよたか
- 撮影：福本淳、宮川幸三
- 音楽：椎名KAY太
- プロデューサー：江幡泰太、佐々木亜希子
- 演出：高橋陽一郎、川村直紀、河合勇人
- 制作プロダクション：WILCO Co.,Ltd
- 製作著作：USEN
- 主題歌 ：竹仲絵里「スクランブル」
- ロケ協力：下関フィルム・コミッション、北九州フィルム・コミッション、山口県下関市